# Wilbur Smith

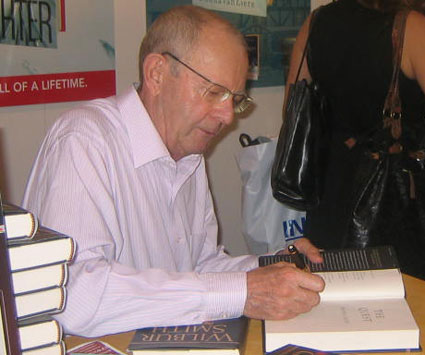
Wilbur Smith

Wilbur Addison Smith (9. ledna 1933, Broken Hill, Severní Rhodesie, dnešní Zambie – 13. listopadu 2021, Kapské Město) byl anglicky píšící autor dobrodružných románů. Napsal jich 49, nejznámější jsou tři ságy: courtneyovská, ballantyneovská a staroegyptská. Ve chvíli své smrti měl na svém kontě 140 milionů prodaných výtisků po celém světě.

## Život
Narodil se v Zambii britským rodičům. Později se označoval za "Angloafričana", většinu života strávil v Jihoafrické republice a v Londýně. Jeho otec Herbert byl kovodělník, který si otevřel malou továrnu na plechy a poté skoupil řadu menších farem a vytvořil tak ranč zvící 10 000 hektarů na březích řeky Kafue. Jeho otec byl též vášnivým lovcem. Tuto zálibu posléze převzal i Wilbur a lov divokých šelem je rovněž typickým tématem jeho knih. Ve své autobiografii On Leopard Rock Smith tvrdil, že jeho otec nikdy nepřečetl žádnou knihu a nepřečetl si ani žádné z Wilburových děl. Naopak matka měla velký zájem o literaturu a syna ke čtení a psaní vedla.
Jako rok a půl staré dítě prodělal mozkovou malárii, avšak úspěšně se vyléčil. V šestnácti letech onemocněl obrnou. Tato zkušenost ho později inspirovala především při konstrukci postavy Garricka Courtneyho, hrdiny jeho nejznámější ságy. Studoval v Jihoafrické unii (dnes Jihoafrická republika) na Michaelhouse v Natalu a na Rhodes University v Grahamstownu. První knihu, Když loví lev, vydal roku 1964 a ihned se stala bestsellerem, což mu umožnilo stát se spisovatelem na plný úvazek. S prvními dvěma ženami měl dohromady tři děti, obě manželství skončila rozvodem. Potřetí se oženil v roce 1971 s Danielle Thomasovou, jež zemřela na rakovinu roku 1999. Poté se v roce 2000 oženil s Tádžičankou Mokhiniso Rakhimovovou.
V roce 2007 byl hostem veletrhu Svět knihy v Praze a poskytl rozhovor Marku Ebenovi v televizním pořadu Na plovárně.

## Dílo
Wilbur Smith napsal 49 titulů, které vyšly v nákladu 140 milionů výtisků a byly přeloženy do asi 30 jazyků. Bestselerem se stala hned jeho prvotina Když loví lev.
Romány se vyznačují poutavým dějem s nečekanými zvraty, odehrávají se většinou v Africe, která je autorovi velkou inspirací. Důraz je kladen na autentičnost sdělení a důsledně jsou zpracovány detaily.
Základem díla jsou ságy rodu Courtneyů a Ballantyneů. Další úspěšná série navazující na román Řeka bohů zasazená do starověkého Egypta byla zpracována jako televizní seriál pod názvem Tajemství řeky Bohů.

### Sága rodu Courtneyů
Série odehrávající se od konce 19. století do 80. let 20. století:
- Když loví lev nebo Na život a na smrt (When the Lion Feeds, 1964)
- Hromobití (The Sound of Thunder, 1966)
- Ptačí vodopády (A Sparrow Falls, 1977)
- Pobřeží v plamenech (The Burning Shore, 1985)
- Síla meče (Power of the Sword, 1986)
- Běsnění (Rage, 1987)
- Čas zemřít (A Time to Die, 1989)
- Zlatá liška (Golden Fox, 1990, česky 2009)

Série odehrávající se v 17. a 18. století:
- Dravec (Birds of Prey, 1997)
- Monzun (Monsoon, 1999)
- Modrý horizont (Blue Horizon, 2003)
- Zlatý lev (Golden Lion, 2015)

Román následující po Triumfu slunce:
- Kopí osudu (Assegai, 2009, česky 2010)
- Kořist ( The Tiger's Prey, 2018)
- Courtney's war (2019)

### Sága rodu Ballantyneů
- Říše kamenného sokola (A Falcon Flies nebo Flight of the Falcon, 1980)
- Tvrdší než diamant (Men of Men, 1981)
- Andělé pláčí (The Angels Weep, 1982)
- Leopard loví v temnotách (The Leopard Hunts in Darkness, 1984)

### Román s osudy obou rodů (Courtneyů a Ballantyneů)
- Triumf slunce (The Triumph Of The Sun, 2005) – odehrává se v Súdánu za Mahdího povstání
- King of kings (2019)

### Starověký Egypt
- Řeka bohů I (River God, 1993)
- Řeka bohů – Bůh pouště (Desert God, 2014) vyšlo v 11/14 a navazuje na 1. díl
- Řeka bohů II (The Seventh Scroll, 1995)
- Řeka bohů III – Čaroděj (Warlock, 2001)
- Řeka bohů IV – Vnitřní oko (The Quest, 2007)
- Řeka bohů V – Faraon (Pharaoh, 2016)

### Ostatní romány
- Diamantová cesta (The Dark of the Sun, 1965)
- Zlatokopové (Gold Mine nebo Gold, 1970)
- Orel v oblacích (Eagle in the Sky, 1974)
- Posel slunce (The Sunbird, 1972)
- Nářek vlků (Cry Wolf, 1976)
- Nenasytný jako moře (Hungry As the Sea, 1978)
- Běsnící spravedlnost (Wild Justice, 1979)
- Lovci diamantů (The Diamond Hunters, 1971)
- Oko tygra (The Eye of the Tiger, 1975)
- Volání na ďábla (Shout At the Devil, 1968)
- Píseň slonů (Elephant Song, 1991)
- Šelma (Those in Peril, 2011)
- Bludný kruh (Vicious Circle, 2013, pokračování knihy Šelma)
- On leopard rock – A life of adventures (2018)

### Série pro děti (s Christopherem Waklingem)
- Průtrž (Cloudburst, 2020, česky 2021)
- Blesk (Thunderbolt, 2021, česky 2022)